# Melvin Jones
 (janvier 2021).
Si vous disposez d'ouvrages ou d'articles de référence ou si vous connaissez des sites web de qualité traitant du thème abordé ici, merci de compléter l'article en donnant les références utiles à sa vérifiabilité et en les liant à la section « Notes et références ».
Melvin Jones né le 13 janvier 1879 à Fort Thomas, dans l'Arizona et mort le 1er juin 1961 est un philanthrope américain. 

## Biographie
Son père est capitaine dans l'armée américaine, commandant d'une troupe d'éclaireurs. Plus tard, son père est transféré et la famille déménage dans l'est du pays. Adulte, Melvin Jones s'établit à Chicago, dans l'Illinois, pour s'associer à une société d'assurances, avant de créer sa propre agence en 1913.
Il rejoint rapidement le Business Circle, groupe d'hommes d'affaires, dont il devient secrétaire peu de temps après. Ce groupe, comme bien d'autres à l'époque, a pour unique objectif de promouvoir les intérêts financiers de ses membres. En raison du faible intérêt qu'ils suscitent, ces groupes sont voués à disparaître. Melvin Jones, homme d'affaires de Chicago alors âgé de 38 ans, a d'autres projets.
« Et si ces hommes, qui ont réussi grâce à leur dynamisme, leur intelligence et leur ambition, mettaient leurs talents au service de leur communauté ? » se demande-t-il. Dans cet élan, des représentants de clubs d'hommes d'affaires se réunissent à Chicago pour poser les bases d'une organisation : le Lions Clubs International voit le jour le 7 juin 1917.
Melvin Jones finit par abandonner son agence d'assurances afin de se consacrer entièrement aux Lions, au siège social international à Chicago. C'est sous sa direction que les Lions clubs acquièrent le prestige nécessaire pour attirer de nouveaux membres emplis d'esprit civique.
Le fondateur de l'association est également reconnu et admiré hors du cadre de l'association. Il représente le Lions Clubs International en 1945 en qualité de consultant à San Francisco, en Californie, à l'Organisation des Nations unies, pour la rédaction de sa charte.
Melvin Jones, dont la devise « On ne peut aller bien loin dans la vie si l'on ne commence pas par faire quelque chose pour quelqu'un d'autre » est devenue un principe directeur pour toutes les personnes dévouées à l'intérêt général. Il meurt le 1er juin 1961, à l'âge de 82 ans.